# Armadilloniscus iliffei
Armadilloniscus iliffei är en kräftdjursart som beskrevs av Stefano Taiti och Franco Ferrara 1989. Armadilloniscus iliffei ingår i släktet Armadilloniscus och familjen Detonidae. Inga underarter finns listade i Catalogue of Life.